# Templo de Chicago
El templo de Chicago es uno de los templos construidos y operados por La Iglesia de Jesucristo de los Santos de los Últimos Días, el número 35 puesto en operaciones por la iglesia, el segundo templo construido en el estado de Illinois después del templo de Nauvoo.
El templo de Chicago fue construido en mármol gris y beige, con un techo de pizarra gris, con un diseño revolucionario para los templos hasta entonces construidos adaptando el diseño clásico con seis pináculos en vez del pináculo único, así como la adición de motivos modernos alrededor de la estructura, una estructura muy similar al usado en templos subsecuentes, incluyendo el templo de Lima (Perú) y el templo de la Ciudad de Guatemala. 
El templo de Chicago tiene un total de 3.443 metros cuadrados de construcción, cuenta con cinco salones para las ordenanzas SUD y cuatro salones de sellamientos matrimoniales.

## Anuncio
La construcción del templo en Chicago fue anunciado públicamente por la Primera Presidencia dos días antes de la Conferencia General de la iglesia SUD el 1 de abril de 1981. El anuncio incluyó otros ocho templos:
- Templo de Estocolmo (Suecia)
- Templo de Fráncfort (Alemania)
- Templo de Johannesburgo (Sudáfrica)
- Templo de Seúl (República de Corea)
- Templo de Manila (Filipinas)
- Templo de Lima (Perú)
- Templo de la Ciudad de Guatemala
- Templo de Dallas

El anuncio de los nueve templos llevó el número total en el mundo a 37, de los cuales 21 habían sido construidos o planificados durante los primeros siete años del entonces presidente de la iglesia SUD Spencer W. Kimball a la cabeza de la iglesia. En Estados Unidos había un total de 13 templos en operaciones y uno en Canadá, Nueva Zelanda, Inglaterra, Suiza, Brasil y Japón. Adicionalmente estaban en construcción los templos de la Ciudad de México, Samoa, Tonga, Tahití, Sídney, Buenos Aires, Santiago de Chile y uno en Utah y en Atlanta. Antes de morir, Kimball anunciaría los templos de Freiberg (República Democrática Alemana), Boise (Idaho); Denver (Colorado); Guayaquil (Ecuador); Taipéi (Taiwán), Bogotá (Colombia); Toronto (Canadá); San Diego (California); y Las Vegas.
La ceremonia de la primera palada para el templo de Chicago ocurrió el 13 de agosto de 1983, presidida por Gordon B. Hinckley. El templo se asienta rodeado de un área natural boscoso de 32 hectáreas, cinco de los cuales pertenecen al terreno del templo, cuyos jardines y fuentes están abiertos para que el público general las pueda recorrer.

## Dedicación
El templo SUD de Chicago fue dedicado para sus actividades eclesiásticas en nueve sesiones, el 9 de agosto de 1985, por el entonces apóstol de la iglesia Gordon B. Hinckley, actuando bajo la dirección del presidente Kimball. Anterior a ello, del 15 de julio-3 de agosto de ese mismo año, la iglesia permitió un recorrido público de las instalaciones y del interior del templo al que asistieron más de 100.000 visitantes. Unos 7.590 miembros de la iglesia e invitados asistieron a la ceremonia de dedicación, que incluye una oración dedicatoria.
El templo de Chicago es usado por fieles provenientes de un amplio espectro étnico, por lo que las ceremonias son ofrecidas en varios idiomas, incluyendo español, polaco, coreano y otros de las culturas asiáticas, así como la lengua de señas estadounidense. Por su cercanía a las comunidades, al templo de Chicago asisten miembros de la iglesia SUD provenientes del estado de Indiana, incluyendo Fort Wayne y Lafayette, Wisconsin, incluyendo Milwaukee, Green Bay y Madison y ciudades al suroeste de Míchigan.

### Remodelaciones
El templo de Chicago cerró a partir del 3 de septiembre de 1988, para una remodelación que aumentó su tamaño a más del doble. El pináculo central trasero y el patio techado original que separa el anexo fueron cercados, y se construyó bajo tierra espacio adicional, manteniendo al máximo el aspecto exterior del templo. La remodelación añadió una quinta sala para sesiones de investidura, una sala con altar matrimonial, cafetería y un cuarto para el servicio de mantenimiento. También se ampliaron la lavandería del templo, el área administrativa, y el baptisterio, que fue trasladado a otra ala del templo. Hinckley rededicó el templo el 8 de octubre de 1989, ceremonia al que asistieron unas 600 personas.
En diciembre de 1994, el templo fue nuevamente cerrado durante dos meses para la incorporación de un ascensor y para otros reajustes menores. En la Nochebuena del año 2008, una tubería de los rociadores de techo que se había congelado estalló dentro del templo, causando daños extensos. Un grupo de artesanos de lugares tan lejanos como Nuevo México sustituyeron las alfombras, más de 600 metros de rodapié de madera, y sustituyeron o tapizaron la mayor parte de los muebles.

## Pandemia 2019
El 25 de marzo de 2020 la iglesia solicitó el cierre de todos sus templos como respuesta preventiva a la Pandemia de COVID-19. En mayo de ese año la iglesia aprobó la apertura de 17 templos a nivel mundial para realizar matrimonios por personas vivas, prohibiendo para entonces todas las ceremonias a favor de ancestros fallecidos incluyendo el bautismo por los muertos. Otros templos fueron abriendo durante el mes subsiguiente llegando a 93 templos en junio de 2020. El templo de Chicago pasó a su primera fase de reapertura el 1 de septiembre de 2020, uno de los últimos en el mundo en reabrir con estas especificaciones en 2020. El único templo aún cerrado por completo a fines de 2020 fue el templo de Kiev. El templo pasó rápidamente a su segunda fase de apertura ese mismo mes de septiembre, la fase 3 comenzó en abril de 2022 permitiendo las ceremonias por ancestros fallecidos solo con cita previa. El 26 de abril de 2022 el templo en Chicago recibió autorización de la iglesia para abrir sin las restricciones en sus operaciones impuestas durante la pandemia.